# Skórka (przystanek kolejowy)
Skórka – przystanek kolejowy, położony w Skórce w północnej Wielkopolsce. Stacja znajduje się przy strategicznie ważnej do 1945 roku magistrali kolejowej Berlin-Królewiec (tzw. Ostbahn).

## Ruch pasażerski
| Rok  | Wymiana pasażerska na dobę |
| ---- | -------------------------- |
| 2017 | 0-9                        |
| 2022 | 10-19                      |

## Połączenia
- Chojnice
- Krzyż
- Tczew
- Piła Główna